# Astronomie dans l'Égypte antique
Ne doit pas être confondu avec Astrologie égyptienne.
Pour les Égyptiens de l'Antiquité, l’aspect du ciel avait une signification mythologique, religieuse et symbolique. Toutefois, dans la civilisation égyptienne, les observations astronomiques n'avaient pas une finalité astrologique aussi prononcée qu’en Mésopotamie.
Pour les Égyptiens, le Ciel est une déesse, Nout, et la Terre un dieu Geb. Notons que ce sera le contraire chez les Grecs où le Ciel est un dieu, Ouranos, et la Terre une déesse, Gaïa.

## La période pré-dynastique

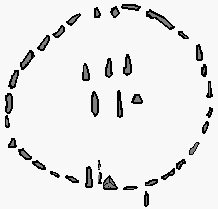
le cercle mégalithique à Nabta

Sur le site de Nabta Playa, une population sédentaire se développa pendant plusieurs millénaires, élevant de nombreux monuments tels que des tumuli et des mégalithes.
L'élément le plus remarquable du site est un cromlech de 4 m de diamètre, à orientation astronomique. Ce cercle semble avoir été destiné à marquer le solstice d'été. L'âge exact de ce cercle n'est pas connu ; une mesure au carbone 14 a fourni une date aux alentours de -4900.
D'autres alignements ont pu être corrélés avec la position d'étoiles aux alentours de -4000. Ceux-ci, totalisant vingt-quatre mégalithes, pointaient en direction d'étoiles culminantes, en particulier Sirius, Dubhe et la ceinture d'Orion[réf. souhaitée].
Ce cromlech représente le plus ancien monument en pierre de ce type connu au monde. L'observation des astres semble donc avoir été une préoccupation majeure des Égyptiens bien avant l'Ancien Empire.

### Comparaison avec certains «cercles» européens
- Goseck (en Allemagne), daté de -4800.  Ce n'est pas un cromlech mais un cercle tumulaire (en terre) de 75 m de diamètre.
- Stonehenge (en Grande-Bretagne), érigé entre -2800 et -1100. Parmi tous les cromlech, il est unique.

## L'Ancien Empire

### Les pyramides de l'Ancien Empire

Étoiles « visées » par les conduits de la grande pyramide

Les pyramides à faces lisses (Ancien Empire, fin de la IIIe dynastie et commencement de la IVe dynastie) ont la propriété d'être orientées suivant les quatre points cardinaux.
Le record de précision est observé pour la pyramide de Khéops avec une erreur minimale de 3'. 
Cette performance fut obtenue avec des moyens très simples. Souhaitant déterminer la direction du nord géographique, les architectes égyptiens visaient une étoile située au nord puis divisaient l'angle formé par sa position au lever, la position de l'observateur et la position de l'astre au coucher. L'observateur, situé au centre d'un enclos circulaire, utilisait deux instruments de visée appelés le bay et le merkhet dont on a retrouvé deux exemplaires.
Cette orientation des monuments témoigne aujourd'hui, plus que les rares documents dont on dispose, du savoir astronomique des anciens Égyptiens.
L'entrée de toutes les pyramides était située sur la face nord (à l'exception de la pyramide rhomboïdale du pharaon Snéfrou à Dahchour qui possède une seconde entrée à l'ouest). Cette entrée permettait à l'âme du défunt de s'orienter vers la région polaire du ciel. Les Égyptiens nommaient d'ailleurs les étoiles circumpolaires, les impérissables, puisque celles-ci restaient visibles toute la nuit, ne descendant jamais sous l'horizon.
Quelques auteurs avancent diverses hypothèses impliquant d'autres données astronomiques et qu'il est impossible de vérifier, les éléments archéologiques faisant défaut. La plus connue (et la plus relayée par la presse) est la supposée corrélation d'Orion, faisant du groupe de Gizeh, un plan originel unique dont le but était de représenter les trois étoiles de la ceinture (baudrier) de la constellation d'Orion, constellation très importante aux yeux des Égyptiens. Cependant, ce serait négliger les faits historiques. De Khéops à Mykérinos, cinq souverains se sont succédé dans des contextes mêlant rivalités et convoitises. Il serait très étonnant que les troubles de l'histoire n'aient eu aucun impact sur un projet planifié sous le premier de ces pharaons, c'est-à-dire Khéops. De plus, l'analyse de chaque pyramide dévoile que chacune a connu de multiples changements de plans, dans sa structure interne et/ou au niveau de l'implantation au sol. Un projet originel unique semble, dès lors, peu concevable.

### L'Ancien Empire et lesTextes des pyramides

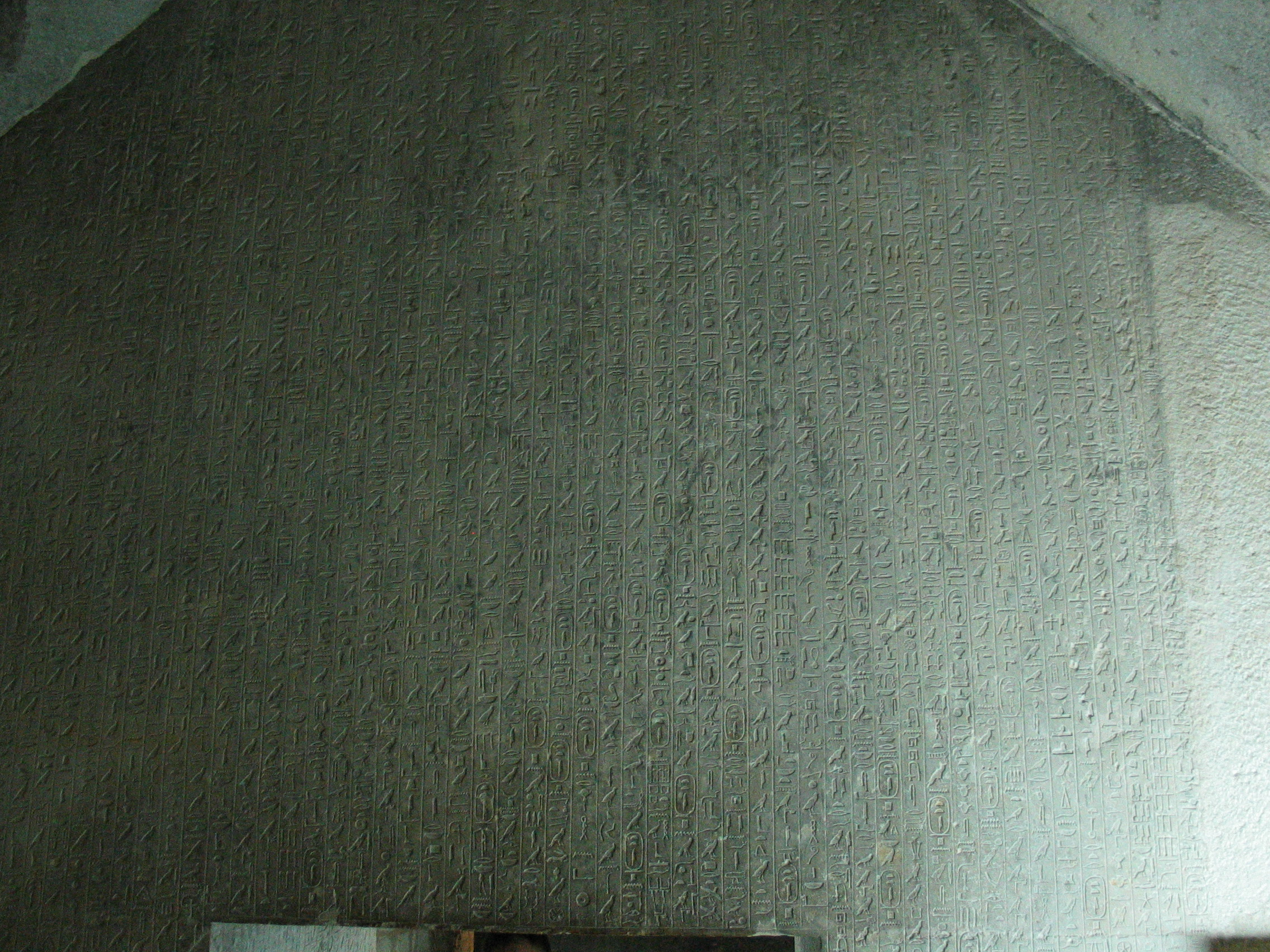
Textes des pyramides de Téti à Saqqarah

Pour la première fois, sous le règne d'Ounas, les Égyptiens inscrivent des textes religieux sur les parois de l'antichambre et de la chambre funéraire, restant ainsi à la disposition du ka du roi. Ces textes consistent en formules d'offrandes, formules magiques et invocations permettant au souverain défunt d'accéder à la renaissance.
Certaines formules laissent entrevoir que les égyptiens avaient déjà à cette époque, analysé la configuration du ciel étoilé, imaginé et structuré des groupements d'étoiles qu'ils associèrent à la mythologie. Ainsi, Dans les textes de la pyramide d'Ounas, des étoiles horaires (les décans du Moyen Empire ?) sont déjà mentionnées, ainsi que quelques grandes constellations comme la Grande Ourse et Orion.

#### Les étoiles circumpolaires et la Grande Ourse
« Les Deux-Énnéades se sont purifiées pour lui dans la Grande Ourse (msḫtjw), impérissable (jḫm-sk) (formule 302). »
« Tu pourras monter car Geb l’aura remis comme pauvre dans la localité lui appartenant.
Qu’il recule et qu’il parte afin que tu puisses te purifier dans l’eau des étoiles !
Tu descendras sur une corde d’airain sur les épaules d’Horus en son nom de celui qui est dans la barque de Sokar. Les henmemet pousseront des cris pour toi, car les Impérissables (jḫmw-sk) t’auront soulevé (formule 214). »
« que cet Ounas guide les indestructibles (jḫmw-sk), qu’il navigue vers la Campagne des Joncs ! (formule 269) »
« Qu’Ounas monte sur le giron d’Isis, que cet Ounas grimpe sur le giron de Nephtys. Le père d’Ounas, Atoum, prendra la main d’Ounas et il confiera Ounas à ces dieux sages et intelligents, les Indestructibles (jḫmw-sk) (formule 269). »

#### Orion et Sirius
Orion (ou plus précisément le baudrier d'Orion) était connue des égyptiens sous le nom sȝḥ et figurait l'Osiris visible, le pendant de l'Osiris invisible figuré par la Grande Ourse (msḫtjw).
L'Osiris visible du baudrier d'Orion était entouré par ses quatre enfants dits « les enfants d'Horus l'ancien » (la version archaïque d'Osiris). Ceux-ci étaient Amset, Hâpi, Douamoutef et Kébehsénouf et formaient l'astérisme rectangulaire ceignant le baudrier d'Orion. Selon Bernard Mathieu, Qébehsénouf serait ainsi l'étoile Rigel, Hâpy l'étoile Bételgeuse, Douamoutef l'étoile Bellatrix et Imséti l'étoile Saiph.
« As-tu besoin de monter au ciel que tu montes, tes jambes sont Amset et Kébehsénouf, as-tu besoin de descendre vers le ciel d'en bas que tu descends, tes membres sont les fils et fille (Hâpi et Douamoutef) d'Atoum, Impérissable (formule 215). »
« Orion (sȝḥ) a été avalée par la Douât, pure et vivante dans l’horizon. Sirius (spdt) a été avalée par la Douat, pure et vivante dans l’horizon. Ounas que voici a été avalé par la Douât, pur et vivant dans l’horizon (formule 216). »
« Puissiez-vous parcourir la voûte céleste ! Puissiez-vous être unis dans l’obscurité ! Puissiez-vous paraître à l’horizon à l’endroit où cela vous est profitable ! (formule 217) »

#### Les étoiles horaires
« Ô responsable des étoiles horaires (wnwt) qui se trouvent devant Rê, préparez le chemin pour Ounas afin qu’Ounas puisse passer dans le chemin de ronde de ceux aux visages agressifs (formule 251). »

#### La voie lactée
« Il s’est défendu dans la chapelle blanche des grands dans la Mesqet (msqt) des étoiles (formule 262). »

## La première période intermédiaire
La plus ancienne représentation du ciel étoilé a été retrouvée peinte sur la planche inférieure d'un cercueil d’Assiout et datant de la Première Période intermédiaire.

### Horloges stellaires de la première période intermédiaire

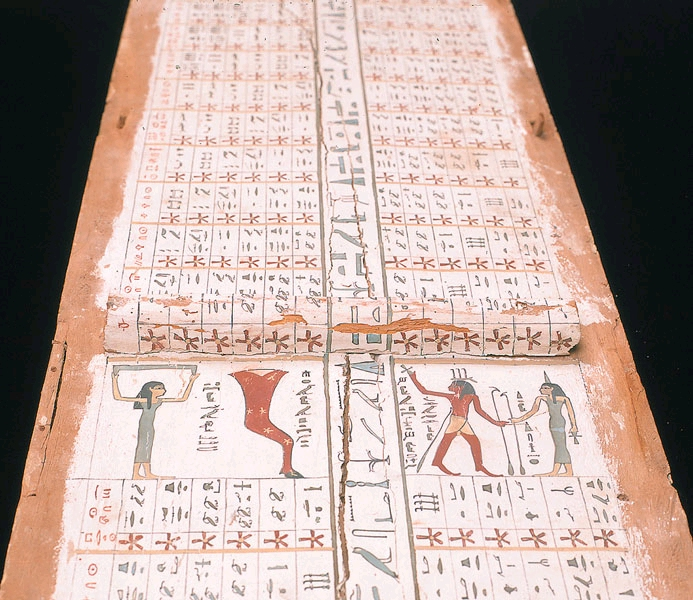
Sarcophage de Itib (Première Période intermédiaire).

Une horloge stellaire égyptienne est une représentation structurée et complexe de données astronomiques, empreinte de mythologie et élaborée par les prêtres-astronomes de l'Égypte antique. Il existe différents types d'horloges stellaires telles que les horloges décanales ou les horloges stellaires ramessides.
Les premières horloges stellaires connues datent de la Première Période intermédiaire et figurent sur une vingtaine de sarcophages de haut dignitaires égyptiens.
La découverte de ces horloges dans des monuments à vocation strictement funéraire ne permet pas de conclure à une destination autre qu'à l'accomplissement de rites religieux. 
Les plus anciennes horloges stellaires décrivent une division de la nuit en douze heures, heures de durées variables, à l'aide de trente-six décans. Ces décans sont définis à l'aide du calendrier civil de 365 jours et représentent chacun une portion du ciel (une étoile ou un groupe d'étoiles) pour chaque heure de la nuit. les horloges stellaires détaillent les levers héliaques des décans pour chaque heure de la nuit et pour chaque décade de l'année, ainsi que les fêtes associées et constituent en quelque sorte une sorte d'éphémérides mais où les planètes ne prennent aucune place.

## Le Nouvel Empire

### Les temples du Nouvel Empire
De manière générale, si la topographie du terrain d'implantation le permettait, les édifices religieux du Nouvel Empire étaient orientés vers le Nil. Mais il arrivait quelquefois que le culte ait des exigences supplémentaires en introduisant des événements célestes dans le langage architectural.

#### Abou Simbel

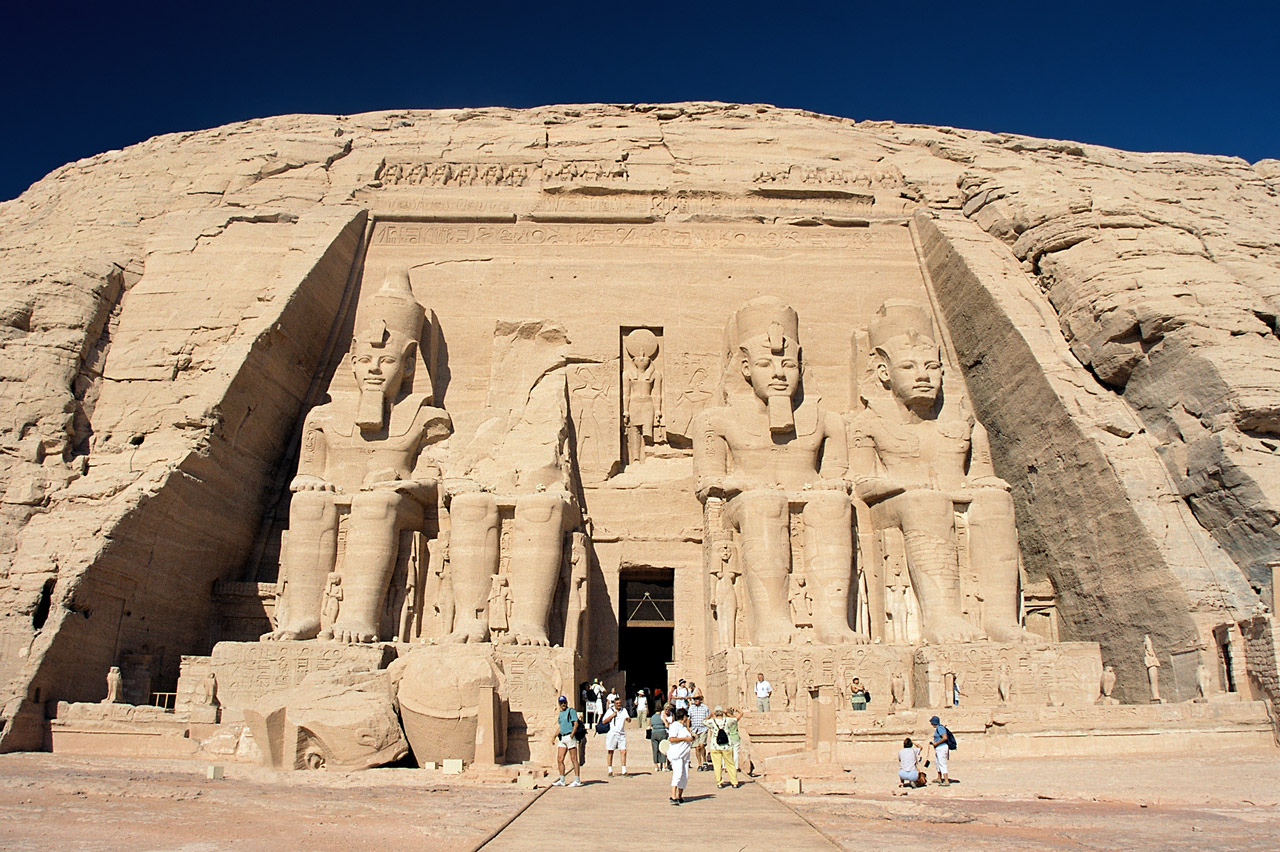
Façade du Grand temple d'Abou Simbel
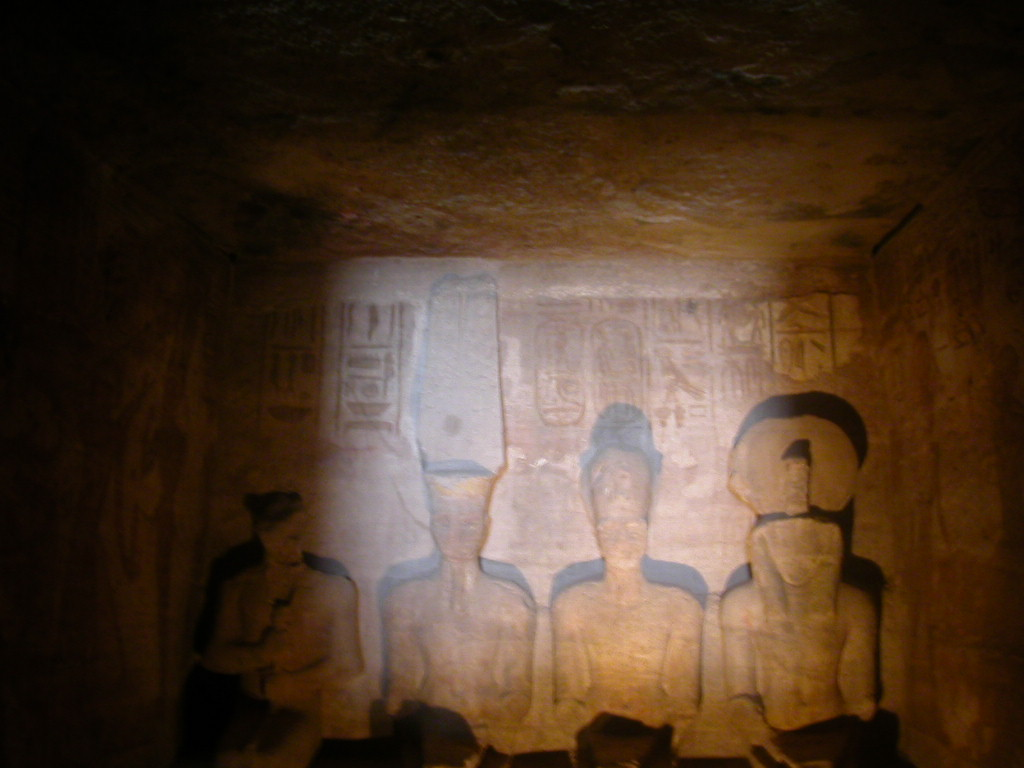
Illumination du sanctuaire du Grand temple d'Abou Simbel

Le temple de Ramsès II à Abou Simbel représente l'exemple le plus célèbre d'une mise en scène « astronomico-religieuse ». Afin d'affirmer sa directe apparition en tant que soleil, Ramsès II fit édifier, sur la rive est du Nil, un spéos (endroit où le monument divin est creusé) dont la façade de quatre colosses de vingt mètres de hauteur. Le temple est orienté vers l'ouest, afin que deux fois par an les rayons régénérateurs de l'astre diurne illuminent le naos (saints-des-saints) du temple.
C'est plus précisément le 20 février et le 20 octobre, au lever du soleil, que s'accomplit cet événement précis. Les statues représentent Ptah, Rê-Horakhty, Ramsès II et Amon-Rê. Seul Ptah, dieu chthonien, reste dans l'obscurité lors de l'événement. 
Par ailleurs, les statues d'Osiris de la « salle-cour » reçoivent une à une les rayons du soleil levant du 10 janvier au 30 mars, et du 10 septembre au 30 novembre.
Les architectes égyptiens avaient donc savamment étudié le plan du temple afin de fixer dans la roche ces instants particuliers.

### Plafonds astronomiques du Nouvel Empire

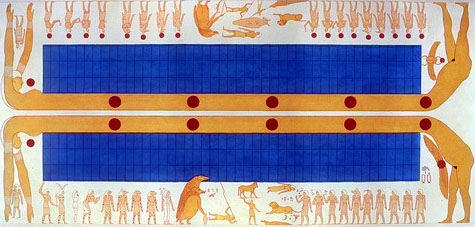
Plafond astronomique de Ramsès VII
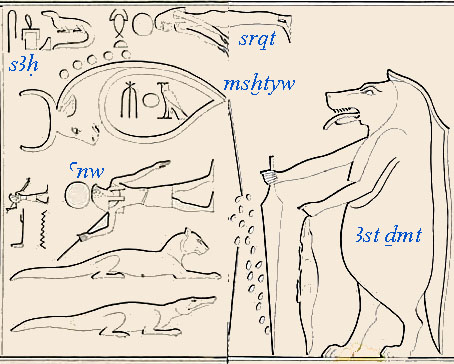
Constellations septentrionales représentées dans le Ramesséum

### Horloges stellaires du Nouvel Empire

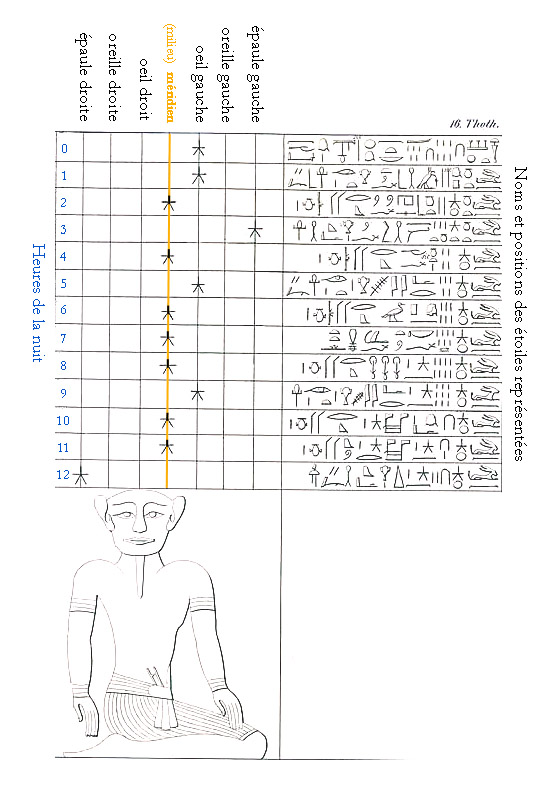
Fonctionnement d'une table ramesside (tombeau de Ramsès VI).

Les horloges de type ramesside sont postérieures d'environ 500 ans à celles de la première période intermédiaire, et différentes de celles évoquées plus haut. 
Toujours basées sur l'observation des décans, elles indiquent leur culmination ou leur transit dans chaque heure de la nuit, à compter de la première heure. Une clepsydre était donc nécessaire pour l'élaboration mais également pour la lecture.
Les horloges stellaires ramessides comptaient vingt-quatre tables pour une année entière et, à l'exception de Sirius, les décans observés étaient différents de ceux d'une horloge de la Première Période intermédiaire.

## Ptolémées et Romains

### Le zodiaque de Dendérah
Le Zodiaque de Dendérah est considéré comme datant de l'époque grecque ptolémaïque (vers l'an 50 avant notre ère). Il recense un grand nombre de constellations.

### Astronomie et astrologie gréco-romaine
Les Grecs semblent s'être inspirés des représentations égyptiennes mais ils ont remplacé certaines constellations égyptiennes par des personnages de leur propre mythologie.
Diodore de Sicile (-90 à après -30) : Histoire Universelle, livre I, chapitre IX:  « Comme la tradition place en Égypte la naissance des dieux, les premières observations astronomiques et les récits sur les grands hommes les plus dignes de mémoire, nous commencerons notre ouvrage par les Égyptiens. ».
Clément d'Alexandrie (150 à 215, un des « Pères de l'Église » chrétienne) : Stromata, VI. 4 : « Et après la chanteuse, avance l'astrologue (ὡροσκόπος), avec une horloge (ὡρολόγιον) dans sa main et une palme (φοίνιξ), les symboles de l'astrologie. Il doit savoir par cœur les Hermetica (livres astrologiques), qui sont au nombre de quatre. Parmi ceux-ci, l'un est sur la disposition des étoiles fixes qui sont visibles, un autre sur les positions du soleil, de la lune et cinq planètes, un autre encore sur les conjonctions des phases du soleil et la lune... »
Depuis cette époque, nous interprétons le ciel avec les yeux de la mythologie gréco-latine. Cette vision peut d'ailleurs nous induire en erreur d'un point de vue zoologique : par exemple, les ours n'ont pas de longue queue alors que la Grande et Petite Ourse, Ursa Major et Ursa Minor, sont représentées avec cet attribut.

## Le ciel égyptien

### La nuit
La nuit commençait avec le crépuscule et se terminait avec le lever du Soleil[réf. souhaitée].
Les douze étoiles servant à la division de la nuit en heures étaient associées aux « douze gardiens du ciel » censés accompagner les pharaons défunts dans leur voyage nocturne en compagnie du dieu-soleil Rê[réf. souhaitée].

### Les constellations
Une grande partie de nos actuelles constellations trouve sa source dans l'ancienne Égypte.
Les anciens Égyptiens se seraient inspirés des constellations pour créer leur panthéon divin. Les divinités auraient été induites par la forme des constellations.

### Les astres connus
Dans notre système solaire :
- Le Soleil est Ré, en lien avec l'Oiseau Bénou[réf. souhaitée].
- La planète Mercure est nommée Sebeg (sbg) sur les représentations astronomiques, tel qu'on peut le voir dans la tombe de Senmout de la XVIIIe dynastie. Sur le zodiaque de Dendérah, Mercure est appelé « l'Inerte »[13].
- La planète Vénus est Douaou (étoile du matin) ou Bonou (étoile du soir)[14], en lien avec Hathor[réf. souhaitée]. Sur le zodiaque de Dendérah, Vénus est appelé « le-dieu-du-matin »[13].
- La Lune est Aset [réf. souhaitée]ou Iâh[15], en lien avec Isis[réf. souhaitée]ou Khonsou[réf. souhaitée].
- La planète Mars est Hamarkhis, « Horus rouge »[14], donc en lien avec Horus. Certains parlent aussi de Horemakhet, en lien avec Seth[réf. souhaitée]. Sur le zodiaque de Dendérah, Mars est appelé « Horus-le-rouge »[13].
- La planète Jupiter est Hartapshitiou, « Horus guide des espaces mystérieux »[14], donc lui-aussi en lien avec Horus. Sur le zodiaque de Dendérah, Jupiter est appelé « Horus-qui-dévoile-le-mystère »[13].
- La planète Saturne est Harkahri, « Horus générateur d'en-haut » en égyptien[14], donc lui-aussi en lien avec Horus. Certains le disent en lien avec Osiris[réf. souhaitée]. Sur le zodiaque de Dendérah, Saturne est appelé « Horus-le-taureau »[13].

#### La planète Vénus
Les Romains, dont Pline l'Ancien (livre II, 6(ou 8), 8) diront que les Égyptiens avaient associé la planète Vénus à la déesse Isis : « [8] par sa grandeur elle dépasse tous les autres astres, et l'éclat en est tel, qu'elle est la seule des étoiles qui produise de l'ombre; aussi lui a-t-on à l'envi donné des noms, appelée par les uns Junon, par les autres Isis, par d'autres Mère des dieux.», page 104 (et page 151 pour la note 11 qui explique notamment le problème des numéros des passages, différents selon les éditions).

## La mesure du temps

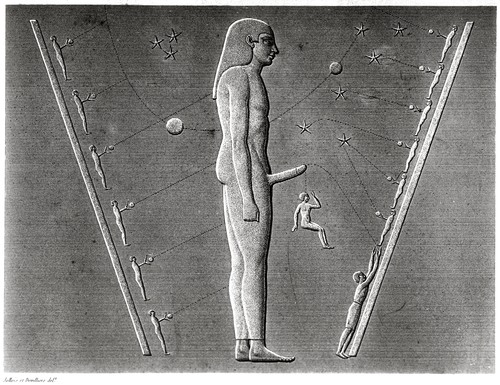
Représentation égyptienne d'une clepsydre (Tombeau de Ramsès VI)

Les instruments de mesure du temps, telles que les clepsydres, sont intimement liés à l'astronomie. Les clepsydres furent sans doute élaborées afin d'étudier la position des astres durant la nuit. Les représentations cosmologiques de la clepsydre de Karnak traduisent bien cet aspect[réf. souhaitée].
Dans le calendrier égyptien, Sirius joue un rôle important. Son lever héliaque a été mis en parallèle avec la crue annuelle du Nil. Comme l'année égyptienne fait exactement 365 jours, la date de la crue du Nil se déplace progressivement dans le calendrier, et le lever héliaque de Sirius ne revient qu'une fois tous les 1460 ans à la même date du calendrier égyptien[réf. souhaitée].
À l’origine, il semble que Sirius ait présidé à la tenue des festivités de Thèbes. Une réforme de -150 (époque grecque ptolémaïque) améliora le calendrier, avec une année de 365,25 jours[réf. souhaitée].

## Instruments astronomiques des anciens Égyptiens
Les  instruments de l'astronome égyptien (horloge et palme) sont un fil à plomb et un instrument d'observation. Ils ont été identifiés avec deux objets du musée de Berlin, un manche court à partir de laquelle un fil à plomb a été suspendu, et une branche de palmier avec une fente. Cette dernière était tenue à proximité de l'œil, le fil à plomb dans l'autre main, peut-être à bout de bras[réf. souhaitée].

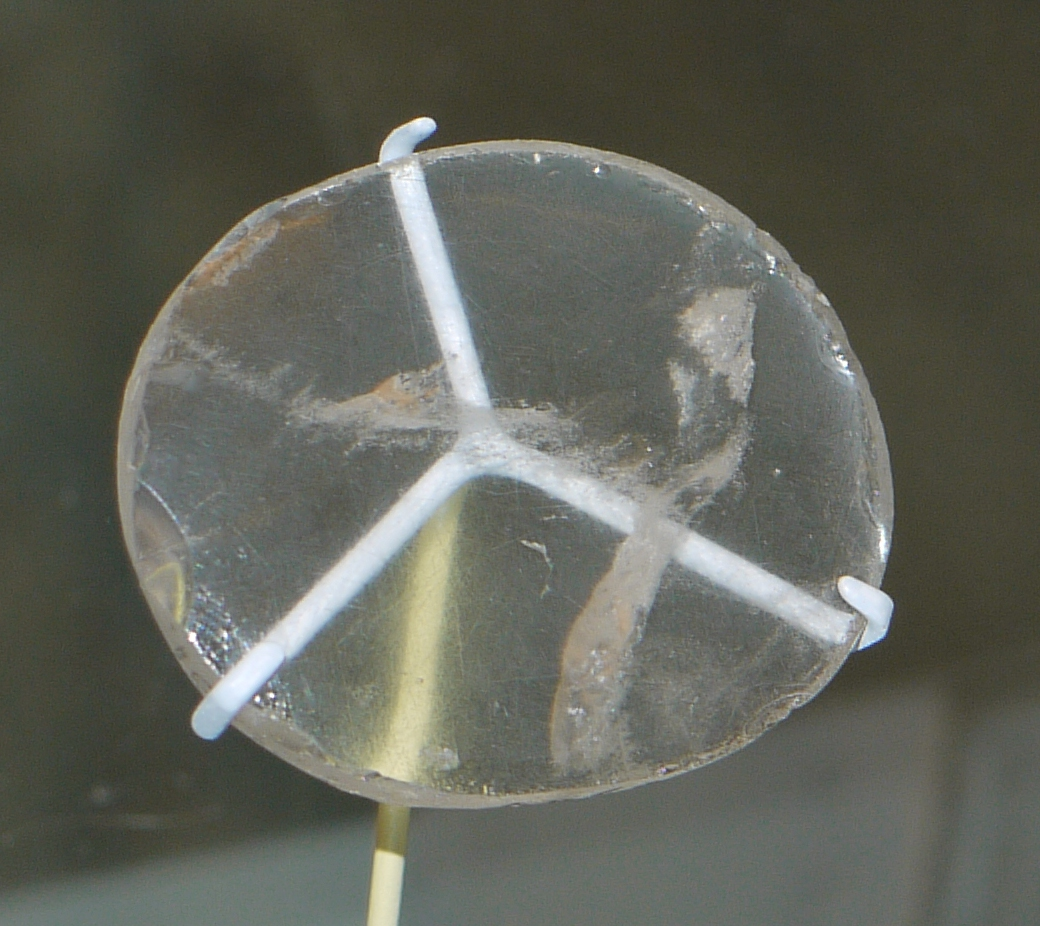
La lentille Nimrud Assyrie - diam 38 mm – vers -750 – (British Museum)

Les premières lentilles optiques furent fabriquées sous l'empire assyrien et sont antérieures à -700 : il s'agissait de cristaux polis. La plupart du temps de quartz[réf. souhaitée].
- Des lentilles similaires à celles provenant d'Assyrie furent fabriquées par les anciens Égyptiens[réf. souhaitée].
- Les premiers travaux d'optique pratique visant la mise au point de lentilles remonteraient aux anciens Égyptiens et Babyloniens[réf. souhaitée].